# Гари Бекер
Гари Стенли Бекер (енгл. Gary Stanley Becker; Потсвил, САД, 2. децембар 1930 — Чикаго, Илиноис, 3. мај 2014) био је амерички економиста, професор економије и социологије на Универзитету у Чикагу. Од стране Њујорк тајмса Описан је као „најважнији научник у области социологије у протеклих 50 година”. Бекер је добио Нобелову награду за економију 1992. годинеи Председничку медаљу слободе Сједињених Америчких Држава 2007. године. Један је од првих економиста који је закорачио у сферу области које се традиционално сматрају делом социологије, укључујући и расну дискриминацију, криминал, породичне организације и наркоманију. Био је познат по тврдњи да се многе различите врсте људског понашања могу посматрати као рационално и корисно максимизирање. Његов приступ је укључивао алтруистичко понашање људског понашања кроз дефинисање корисности појединаца на одговарајући начин. Био је један од најистакнутијих експонената студија о људском капиталу. Бекер је такође заслужан за „теорију о поквареном клинцу”.

## Биографија
Рођен је у јеврејској породици у Потсвилу, Пенсилванија. Дипломирао је економију на Пенсилванијском универзитету, а универзитетску диплому друштвених наука стекао је на Универзитету Принстон 1951. године, док је диплому доктора наука са тезом „Економија расне дискриминације” стекао на Универзитету у Чикагу 1955. године. За време живота у Чикагу, на Бекера је утицао Милтон Фридман, за кога је Бекер говорио: „то је далеко највећи живи учитељ кога сам икада имао”. Предавао је на Универзитету Колумбија од 1957. до 1968. године, а затим се вратио на Универзитет у Чикагу. Бекер је био један од оснивачких партнера ТГГ групе, пословне и филантропске консултантске куће. Освојио је Џон Бејтс Кларк медаљу 1967. године. Изабран је за сарадника Америчке Академије наука и уметности 1972. године и био је члан (једно време и председник) Монт Пелерин удружења. Бекер је добио Националну медаљу за науку 2000. године. Као политички конзервативац, писао је месечну колумну за часопис Business Week од 1985. до 2004. године, наизменично са либералним Принстон економистом Аланом Блиндером. У децембру 2004. године, Бекер је почео заједнички веб блог са судијом Ричардом Поснером под називом Becker-Posner Blog. Бекерова прва жена била је Дорија Слот, од 1954. године до њене смрти 1970. године. Имали су две ћерке, Катарину и Џуди Бекер. Бекер је 1980. године оженио Гити Нашат, историчарку са Блиског истока чији су се истраживачки интереси поклапали са његовим. Бекер је из другог брака имао два пасторка, Цируса и Мајкла Клафија. Умро је у Чикагу, Илиноис, у 83. години живота, 3. маја 2014. године, после компликација током операције у болници Northvestern Memorial. Иза њега је остала друга жена, две ћерке, два пасторка и четири унука.
Највећа заслуга Гарија Бекера је увођење економске методологије на друге друштвене науке као што су социологија, криминологија, демографија итд. Бекер је, применом микроекономске теорије, покушао да објасни многе друштвене феномене који не припадају уобичајеним појавама којима се бави економска теорија.
Још је у докторској дисертацији доказао да су расна, полна и друга слична дискриминација нерационалне са становишта онога ко врши дискриминацију, јер он тако пропушта најбоље пословне могућности.
Са Теодором Шулцом утемељио је концепт људског знања као једног од облика капитала. Сходно томе, посматрао је образовање као инвестицију, где појединац улаже у своје школовање очекујући за узврат корист (добитак).
Изузетно је познат и важан његов текст о криминалу, где је одлука да ли да неко учини криминално дело функција потенцијалних користи и потенцијалних трошкова (висина казне) за починиоца. Из тога је извео закључак да се криминал може сузбијати како повећањем вероватноће да ће прекршилац бити откривен, тако и повећањем казне у случају да буде откривен. Из ових увода проистекла је цела нова дисциплина која објашњава право економским резонима (Ричард Познер и други).
Епохалан је Бекеров рад на демографској теорији. На пољу фертилитета, Бекер је пошао од чињенице да родитељи приликом доношења одлуке о рађању детета полазе од користи коју имају од детета (задовољство, рад у кући или на имању, бригу детета у старости родитеља итд) и трошкове повезане са дететом (губитак дохотка мајке, непосредни трошкови итд). Бекерова теорија фертилитета данас доминира демографијом.
У следећој фази свог рада, Бекер је дао најважнији допринос установљавању економске теорије породице, проширивши подручје примене економске методологије, засноване на максимизационом поступку, са рађања на феномене као што су питања одлуке да ли уопште ступити у брак, избора партнера, карактера брака (полигамија, моногамија, алтруизам или конфликт интереса, начин одлучивања унутар породице итд), производње и поделе рада унутар породице, развоја, улоге државе и слично.
Нобелову награду за економију добио је 1992. године “за проширење домена микроекономске анализе на широки спектар људских понашања и интеракција, укључујући и понашања невезана за тржиште”.

## Рад

### Дискриминација
Дискриминација по дефиницији Кенета Ароуа је „вредновање личних карактеристика радника на тржишту, које немају везе са продуктивношћу радника”. Личне особине могу бити физичке особине као што су пол или раса или неке друге карактеристике, као што су религија појединца, класа или национална припадност. Бекер је често у објашњавању понашања укључивао и варијабилну склоност ка дискриминацији. Он сматра да људи често у својој глави повећавају трошкове трансакције, ако они укључују мањину коју дискриминишу. Његова теорија је сматрала да конкуренција смањује дискриминацију. Ако су фирме у стању да се специјализују у запошљавању углавном мањине и понуде бољи производ или услугу, оне могу да избегну разлике у платама између једнако продуктивних црнаца и белаца или једнако продуктивних жена и мушкараца. Његово истраживање је показало да када мањине чине мали проценат друштва, утицај (штета, цена) дискриминације углавном пада на мањине. Међутим, када мањине имају већи проценат учешћа у друштву, трошкови дискриминације падају и на мањинско и већинско становништво. Он је такође био пионир у истраживању утицаја пророчанства (очекивања) наставника и послодаваца на мањине. Овакви ставови често доводе до мањег улагања у продуктивне способности (вештине) и образовање мањина.
Бекер је препознао да људи (послодавци, клијенти и запослени) понекад не желе да раде са мањинама, јер имају предност над угроженим групама. Он чак каже да дискриминација повећава трошкове предузећа, јер ће дискриминацију појединих радника послодавац морати да плати више, како би се рад могао наставити без њих. Ако послодавац запосли мањине, ниске плате могу бити обезбеђене, али више људи може да се запосли и продуктивност може да се повећа.

### Политика
Бекер је такође познат по својој економској анализи демократије. Он се питао шта одређује у ком степену интересна група може да експлоатише другу. Основа његове анализе је концепт чистог губитка. Како Палда (2013) објашњава „Према Бекеру, политичка равнотежа постоји чак и у недемократским друштвима”. То произлази из просте калкулације коју направе предатори интересних група и њихове пореске жртве: који принос на моју инвестицију могу добити лобирањем владе? Бекерово уочавање је да су добици за предатора линеарни, али су губици за жртву експоненцијални, поред тога јачањем отпора жртава као да агресија предатора тешко напредује, без подједнако повећане снаге. Размислите о банди пљачкаша која узима пола усева од сељака. Они се онда врате по другу половину. Добитак банде од друге половине је исти као приликом прве изнуде. Ипак, за сељаке губитак остатка усева значи могућу глад и одређени губитак семенског кукуруза. Може се очекивати да ће се они насилно одупрети, као што су у холивудском филму The Magnificent Seven и у јапанском филму The Seven Samurai, који је заснован на овоме.
Бекер је препознао да чист губитак зауставља пљачкања. Он је узео познати став да су чисти губици пропорционални квадрату пореза и искористио га за тврдњу да ће линеарно повећање пореза од стране предаторских интересних група изазвати нелинеарно повећање чистих губитака који његова жртва трпи. Ови брзо растући губици ће подстицати жртве да инвестирају еквивалентне суме у пружање отпора ка покушајима да се утиче на њихово благостање. Напредовање предатора, подстакнуто линеарним подстицајима, успорава пре јачања отпора плена које је изазвано нелинеарним штетама.

### Злочин и казна
Правник Ричард Познер је нагласио огроман утицај Бекеровог рада „испоставило се да је извор економског писања о криминалу и његовој контроли”.
Бекеров интерес за криминологију се појавио када је журио једнога дана. Морао је да одмери трошкове и користи легалног паркирања у неодговарајућој гаражи у односу на нелегално, али погодно место. Након грубог израчунавања вероватноће да ће бити ухваћен и потенцијалне казне, Бекер се рационално определио за злочин. Бекер је претпоставио да остали криминалци чине такве рационалне одлуке. Међутим, таква претпоставка је била против конвенционалног мишљења да је злочин резултат менталне болести и социјалног угњетавања.
Док је Бекер признао да многи људи функционишу под високим моралним и етичким ограничењима, криминалци рационално виде да користи од криминала надмашују трошкове као што су вероватноћа хапшења, осуде и казне и њихов тренутни склоп могућности. Из перспективе јавне политике, трошкови повећања казне су безначајни у односу на трошкове повећања надзора, па се може закључити да је најбоља политика повећати казну и минимизирати надзор. Међутим, овај закључак има своја ограничења, а нека од њих најмање укључују етичка разматрања. Једна од главних разлика између ове и теорије рационалног избора Џереми Бентам, која је напуштена у криминологији, је та што је Бентаму сматрао да је могуће да се потпуно уништи криминал (преко паноптикона), док Бекерова теорија сматра да се не може искоренити криминал испод одређеног нивоа. На пример, ако је украдено 25% производа супермаркета, било би врло лако да се смањи стопа на 15%, сасвим лако да се смањи до 5%, тешко да се смањи испод 3%, а готово немогуће да се смањи на 0% (подвиг који би био толико скуп за супермаркет да би превагнуо његову корист, ако је такав подвиг уопште могућ).

### Људски капитал
Бекерово истраживање је фундаментално у залагању за повећање способности људског капитала. Када је први пут уведено, његово истраживање се сматрало веома контроверзним јер неки сматрају да је понижавајуће. Међутим, он је успео да убеди многе да појединци праве изборе улагањем у људски капитал на основу рационалне користи и трошкова који укључују повраћај инвестиције, као и културни аспект.
Његово истраживање обухватило је утицај позитивних и негативних навика, као што су тачност и алкохолизам на људски капитал. Он је истраживао различите стопе приноса за различите људе и резултат макроекономских импликација. Он је такође направио разлику између општег и специфичног образовања и њиховог утицаја на задржавање посла и унапређење.

### Породице
Бекер је радио истраживање породице, укључујући и анализе брака, развода, плодности и социјалне сигурности. Он је прво анализирао плодност почев од 1960. године. Током 1960-их он и Јакоб Минцер су развили „Нову економију у дому”, у којој Бекерова теорија расподеле времена представља централни део. Бекер је тврдио да се такве одлуке доносе у оквиру маргиналног трошка и маргиналне користи и да тржишта брака утичу на расподелу међу паровима и индивидуално благостање. Његово истраживање је испитало утицај виших реалних плата на повећање вредновања времена и у складу с тим трошкова кућних послова, као што је одгој. Кад жене повећају улагање у људски капитал и постану радна снага, опортунитетни трошкови бриге о деци расту. Поред тога, повећање користи од образовања повећава жељу да се деца обезбеде са формалним и скупим образовањем. Сагледано све заједно, резултат је смањена стопа наталитета. Његова теорија брака је објављена 1973. и 1974. године. Међу његовим бројним схватањима су и: 1) секс рацио (однос мушкараца и жена на брачним тржиштима) је у позитивној корелацији са приступом потрошњи супруга у браковима и (2) мушкарци са вишим приходима имају веће шансе да буду полигамни. Он је објавио рад о разводу 1977. године, са својим студентима Робертом Мајклом и Елизабет Ландес, у којем претпоставља да до развода чешће долази у случају неочекиваних промена у приходима. Многи од ових увида о плодности, браку, и разводу су укључени у Бекерову Расправу о породици, која је први пут објављена 1981. године од стране Универзитета Харвард.
Априла 2013. године, као одговор на недостатак жена на највишим позицијама у Сједињеним Америчким Државама, Бекер је рекао репортеру новина Wall Street Journal, Давиду Веселу, да су „многе препреке [за жене и црнце] оборене. То је добро. Много је мање јасно да је оно што видимо данас резултат тако вештачких препрека. Кад иде кући да се брине о деци кад мушкарац не иде: Да ли је то губљење жениног времена? Нема доказа да јесте”. Овај став је потом критикован од стране економисте Чарлса Џонса, који је изјавио да „продуктивност може бити потенцијално од 9% до 15% већа, ако би све [преостале] баријере биле уклоњене”.

### Тржишта органа
У чланку Гарија Бекера и Џулија Елијаса под називом „Увођење подстицаја на тржишту за донацију органа током живота и посмртну донацију органа” истиче се да слободно тржиште може да помогне у решавању проблема везаних за оскудицу трансплантације органа. Њихови економски модели процењивали су цену за људске бубреге ($ 15,000) и људске јетре ($ 32,000). Критичари тврде да би ова тржишта могла да искористе сиромашне донаторе из земаља у развоју.

## Дела
- Људски капитал (Human Capital, 1964)
- Економски приступ људском понашању (The Economic Approach to Human Behavior, 1976)
- Расправа о породици (A Treatise on the Family, 1981)
- Економика живота (са Гити Нашат-Бекер, The Economics of Life, 1996)

## Одабрани цитати
Моји наставници су ме научили да економија није игра коју играју паметни академици, већ озбиљан предмет који нам је помогао да разумемо стварни свет у коме живимо. Можете се бавити економијом на ригорозан начин и поред тога разговарати о важним проблемима.
Дакле, имао сам ту малу идеју. Видео сам да предрасуде радника и послодаваца и купаца и свих група, чак и владе, могу да се разврстају и укључеу економску анализу са конкуренцијом и циљевима послодаваца, могућностима за црне и беле запослене да бирају између различитих фирми. Дакле, то постаје компликован проблем, ако се користе сви економски алати.

## Одабране публикације
- Becker, Gary (1993) [1964]. Human capital: a theoretical and empirical analysis, with special reference to education (3rd изд.). Chicago: The University of Chicago Press. ISBN 9780226041209.
- Becker, Gary S. (1965). „A theory of the allocation of time”. The Economic Journal. Chicago Journals. 75 (299): 493—517. JSTOR 2228949. doi:10.2307/2228949.

Reprinted as Becker, Gary S. (1995). „A theory of the allocation of time”.  Ур.: Humphries, Jane. Gender and economics. Aldershot, England Brookfield, Vermont, USA: Edward Elgar. стр. 113-137. ISBN 9781852788438.
- Becker, Gary S. (1968), „Discrimination, economic”,  Ур.: Sills, David L., International Encyclopedia of Social Sciences, Vol. 4 Cumu to Elas, New York, New York: Macmillan, стр. 208—210, OCLC 256379373.

Reprinted as Becker, Gary S. (1995). „Discrimination, economic”.  Ур.: Humphries, Jane. Gender and economics. Aldershot, England Brookfield, Vermont, USA: Edward Elgar. стр. 385-387. ISBN 9781852788438.
- Becker, Gary S. (1968). „Crime and punishment: an economic approach”. Journal of Political Economy. Chicago Journals. 76 (2): 169—217. JSTOR 1830482. doi:10.1086/259394.
- Becker, Gary S. (1969). „An economic analysis of fertility”.  Ур.: National Bureau of Economic Research. Demographic and economic change in developed countries, a conference of the universities. New York: Columbia University Press. стр. 209-240. ISBN 9780870143021. Pdf.
- Becker, Gary S. (1971). The economics of discrimination. Chicago: University of Chicago Press. ISBN 9780226041049. Details.
- Becker, Gary S. (1971) [1957]. The economics of discrimination. Chicago: University of Chicago Press. ISBN 9780226041155.
- Becker, Gary S.; Lewis, H. Gregg (1973). „On the interaction between the quantity and quality of children”. Journal of Political Economy, special issue: New Economic Approaches to Fertility (part 2). Chicago Journals. 81 (2): s279—s288. JSTOR 1840425. doi:10.1086/260166.
- Becker, Gary S. (1973). „A theory of marriage: part I”. Journal of Political Economy. Chicago Journals. 81 (4): 813—846. JSTOR 1831130. doi:10.1086/260084. Pdf.
- Becker, Gary S. (1974). Essays in the economics of crime and punishment. New York: National Bureau of Economic Research distributed by Columbia University Press. ISBN 9780870142635.
- Becker, Gary S. (1974). „A theory of marriage: part II”. Journal of Political Economy, special issue: Marriage, Family Human Capital, and Fertility (part 2). Chicago Journals. 82 (2): s11—s26. JSTOR 1829987. doi:10.1086/260287. Pdf.
- Becker, Gary S. (1974). „A theory of social interactions”. Journal of Political Economy. Chicago Journals. 82 (6): 1063—1093. JSTOR 1830662. doi:10.1086/260265. Pdf.
- Becker, Gary S.; Ghez, Gilbert (1975). The allocation of time and goods over the life cycle. New York: National Bureau of Economic Research Distributed by Columbia University Press. ISBN 9780870145148.
- Becker, Gary S. (1976). „Pride and prejudice”.  Ур.: Becker, Gary S. The economic approach to human behavior. Chicago: University of Chicago Press. стр. 15-17. ISBN 9780226041124. Chapter preview.
- Becker, Gary S.; Stigler, George J. (1977). „De gustibus non est disputandum”. The American Economic Review. American Economic Association. 67 (2): 76—90. JSTOR 1807222.
- Becker, Gary S.; Landes, Elizabeth; Michael, Robert T. (1977). „An economic analysis of marital instability”. Journal of Political Economy. Chicago Journals. 85 (6): 1147—1187. JSTOR 1837421. doi:10.1086/260631.
- Becker, Gary S. (1991) [1981]. A treatise on the family. Cambridge, Massachusetts: Harvard University Press. ISBN 9780674906983. Details.
- Becker, Gary S. (1983). „A theory of competition among pressure groups for political influence”. Quarterly Journal of Economics. Oxford Journals. 98 (3): 371—400. JSTOR 1886017. doi:10.2307/1886017.
- Becker, Gary S. (1985). „Human capital, effort, and the sexual division of labor”. Journal of Labor Economics, special issue: Trends in Women's Work, Education, and Family Building (part 2). Chicago Journals. 3 (1): s33—s58. JSTOR 2534997. doi:10.1086/298075.

Reprinted as Becker, Gary S. (1995). „Human capital, effort, and the sexual division of labor”.  Ур.: Humphries, Jane. Gender and economics. Aldershot, England Brookfield, Vermont, USA: Edward Elgar. стр. 153-178. ISBN 9781852788438.
- Becker, Gary S.; Murphy, Kevin M. (1988). „A theory of rational addiction”. Journal of Political Economy. Chicago Journals. 96 (4): 675—700. JSTOR 1830469. doi:10.1086/261558.
- Becker, Gary S. (09. 12. 1992). „Nobel prize lecture: the economic way of looking at life”. nobelprize.org. Nobel Media AB. Pdf.
- Becker, Gary S. (1996). Accounting for tastes. Cambridge, Massachusetts: Harvard University Press. ISBN 9780674543560. Preview.
- Becker, Gary S.; Becker, Guity Nashat (1997). The economics of life: from baseball to affirmative action to immigration, how real-world issues affect our everyday life. New York: McGraw-Hill. ISBN 9780070067097. Details.
- Becker, Gary S.; Murphy, Kevin M. (2000). Social economics market behavior in a social environment. Cambridge, Massachusetts: Belknap Press of Harvard University Press. ISBN 9780674011212. Details.
- Becker, Gary S.; Elías, Julio Jorge (2007). „Introducing incentives in the market for live and cadaveric organ donations”. Journal of Economic Perspectives. American Economic Association. 21 (3): 3—24. JSTOR 30033732. doi:10.1257/jep.21.3.3. Pdf.
- Becker, Gary S. (2012). „When illegals stop crossing the border”.  Ур.: Miniter, Brendan. The 4% solution unleashing the economic growth America needs. New York: Crown Business. ISBN 9780307986153.